# Tudo de Ti
Tudo De Ti é o segundo álbum de estúdio a solo da cantora popular portuguesa Suzana.
Foi lançado no ano 2002 pela editora Espacial.
Contém 11 faixas, a sua maioria com assinatura de Ricardo Landum, o produtor deste trabalho.
Os temas "Sempre que o amor se vai" e "A mesma de sempre" a serem escolhidos para fazer parte da primeira compilação a solo da cantora, O Melhor, lançada em 2009.

## Faixas
1. "Tudo de ti" (Ricardo)
2. "Não fujas mais" (Ricardo)
3. "Sempre que o amor se vai" (Ricardo)
4. "Deixa que eu goste de ti" (Ricardo)
5. "Não podes resistir" (Carlos Coincas / Carlos Juvandes)
6. "A mesma de sempre" (Ricardo)
7. "Depois de nós" (Ricardo, Cristina Landum)
8. "Tu e eu, é só amor" (Ricardo, Cristina Landum)
9. "É o coração quem diz" (Camurça, SA / Carlos Juvandes)
10. "Nada" (SA / Yami)
11. "Andava perdida" (Celeste Roberto)